# Wilhelm Lesenberg (Kunsthistoriker)
Wilhelm Friedrich Eduard Theodor Lesenberg (* 30. März 1885 in Kröpelin; † 28. August 1914 bei Mühlen nordöstlich von Tannenberg) war ein deutscher Kunsthistoriker.

## Leben
Wilhelm Lesenberg, Sohn des Apothekers August Lesenberg, besuchte das Gymnasium Fridericianum in Schwerin bis zum Abitur Ostern 1905. Nach Ableistung des Militärdienstes studierte er zunächst zwei Semester in Rostock Klassische Philologie, dann in München, Wien und Berlin Kunstgeschichte. Im Jahr 1909 hielt er sich zu Studienzwecken in Rom auf und arbeitete dann in Schwerin an seiner Dissertation. Er war Mitglied im Verein für mecklenburgische Geschichte und Altertumskunde. Im Mai 1911 wurde er an der Universität Greifswald bei Max Semrau über das Schloss Güstrow promoviert. Im Sommer 1911 war er Mitarbeiter bei der Mecklenburgischen Landes- und Gewerbeausstellung in Schwerin und wurde anschließend zunächst Volontär am Museum für Kunst und Gewerbe Hamburg, dann zum 1. April 1912 am Kunstgewerbemuseum Berlin, wo er im April 1914 wissenschaftlicher Hilfsarbeiter wurde. Er wurde zum Kriegsdienst einberufen und fiel in der Schlacht bei Tannenberg.

## Veröffentlichungen (Auswahl)
- Das Schloss zu Güstrow. Buchdruckerei Sengenbusch, Schwerin 1911, OCLC 458151296 (Inaugural-Dissertation).
- Joseph M. Olbrich. Zur Ausstellung seines Nachlasses im Königl. Kunstgewerbe-Museum zu Berlin. In: Der Cicerone. 4, 1912, S. 474–477, (doi:10.11588/diglit.25673.150, Digitalisat Universitätsbibliothek Heidelberg).
- Arbeiten von Paul Ehmig. In: Der Profanbau. Zeitschrift für Architektur und Bauwesen. 1913, ISSN 2747-7606, S. 121–144.
- Der neue Friedhof in Rostock-Damerow. In: Die Gartenkunst. Band 15. Heft 1, 1913, ISSN 0935-0519, S. 4–8, (doi:10.11588/diglit.28103.6, Digitalisat Universitätsbibliothek Heidelberg).
- Carl Schäfer und eine lebendige Baukunst. In: Kunstgewerbeblatt. N. F. Band 24, Heft 4, Januar 1913, S. 72–78 (doi:10.11588/diglit.4432.24, Digitalisat Universitätsbibliothek Heidelberg).